# Peiner Träger
Die Peiner Träger GmbH ist ein deutsches Stahlwerk in Peine und gehört zur Salzgitter-Gruppe.
Das Peiner Stahlwerk produziert per Elektrolichtbogenofen jährlich rund eine Million Tonnen Stahl, der in der Schweren Trägerstraße und der Universalmittelträgerstraße zu klein- und großformatigen Trägern verarbeitet wird, die für verschiedenste Bauprojekte in alle Welt verkauft werden. Die Mitarbeiterzahl betrug im Jahr 2019 etwa 770.

## Peiner Träger
Namensgeber ist der in Fachkreisen weltweit bekannte „Peiner-Träger“. Es handelt sich um einen parallelflanschigen Breitflanschträger, der 1914 durch das Unternehmen entwickelt und patentiert wurde.

## Geschichte

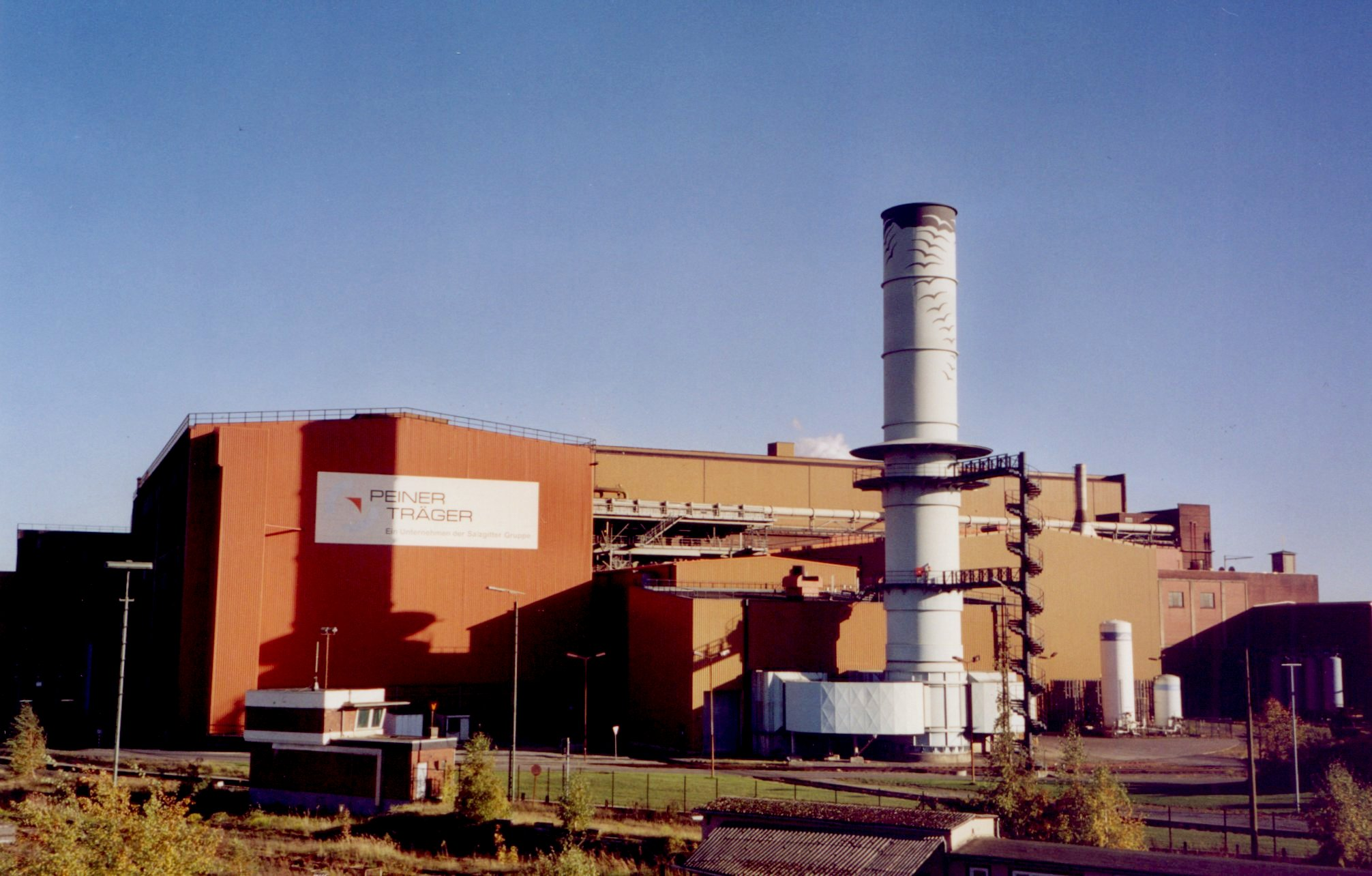
Das Peiner Elektrostahlwerk

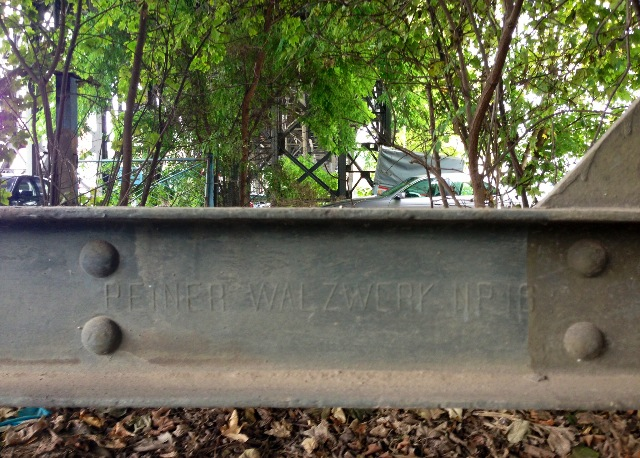
Träger mit Walzzeichen „Peiner Walzwerk NP 18“ am Viadukt Beckerbrücke

Die Aktiengesellschaft Ilseder Hütte mit Sitz in Peine, damals zugehörig zum Königreich Hannover, wurde 1858 von Gerhard Lucas Meyer gegründet. Ausschlaggebend hierfür waren die in Bülten, Lengede und Döhren im Nordharz aufgefundenen Eisenerzvorkommen. Aus ihnen sollte im neu errichteten Hochofenwerk Ilsede Roheisen gewonnen werden. Grundbesitzer und Kaufleute der Region zeichneten den größten Teil der Aktien. 1880 wurde die 1872 gegründete Aktiengesellschaft Peiner Walzwerk in Peine erworben. Dort wurden 1881 das Thomasstahlwerk, in Peine bekannt durch seine „braune Wolke“, und 1900 der Siemens-Martin-Ofen fertiggestellt, um die schrittweise erweiterten Walzwerke mit Vormaterial zu versorgen. Diese produzierten schwere Träger, darunter auch den 1914 patentierten Breitflanschträger. Um die Versorgung mit Kohle für die Erschmelzung des Roheisens sicherzustellen, wurden 1921 in Herne und Minden Steinkohlebergwerke erworben.

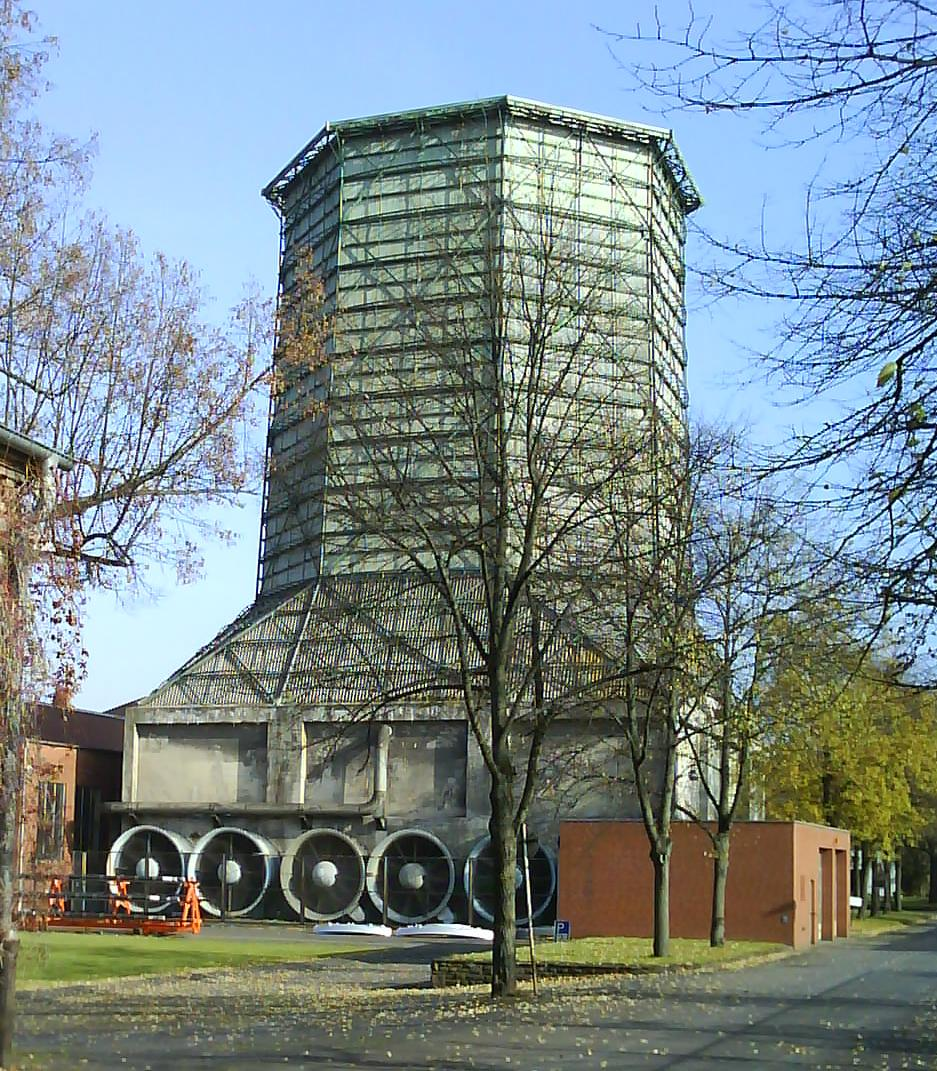
Kühlturm auf dem Gelände der Peiner Träger GmbH
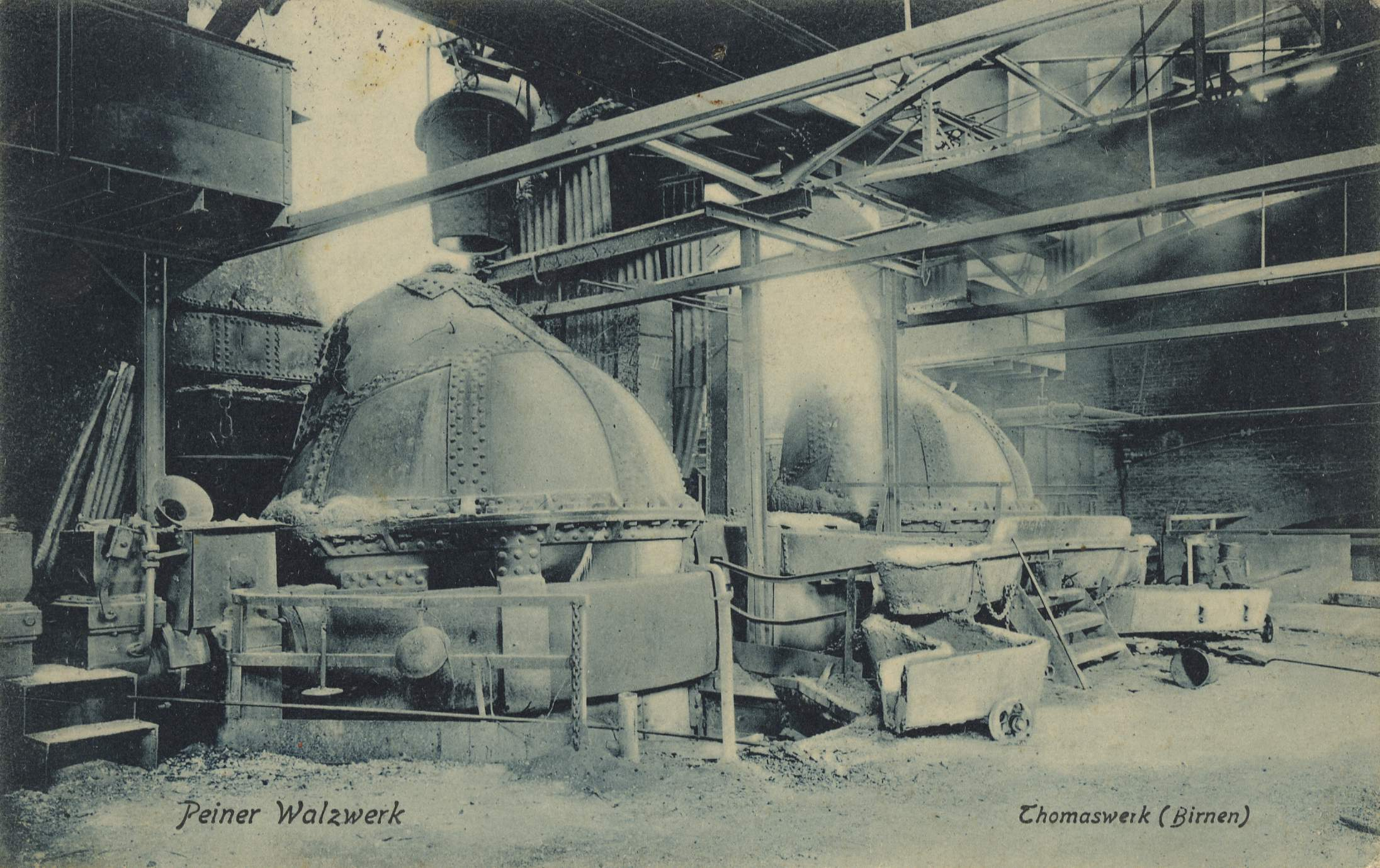
Innenaufnahme aus dem Peiner Walzwerk aus dem Jahr 1906, Postkarte
Die 1911 erbaute Hochbahn zum Transport von Roheisen vom Hüttenwerk in Ilsede nach Peine.

Während des Zweiten Weltkriegs gab es nur selten Angriffe auf die Werksanlagen. Die größten Ausfälle waren durch den Mangel an geschultem Personal und die unzureichende Versorgung mit Kohle, Gas und Strom zurückzuführen. Zeitweise wurden Rohlinge für die Herstellung von Flugabwehrgeschützen produziert. Am 10. April 1945 kapitulierte Peine vor den vorrückenden Truppen der US-Armee und ersparte somit sowohl der Stadt als auch dem Werk Zerstörungen durch weitere Kriegshandlungen.
In den 1960er Jahren waren noch rund 5000 Stahlwerker in den Anlagen beschäftigt. In den Jahren 1961/1962 wurde das Stahlwerk modernisiert und um die bis in die 1990er Jahre weithin sichtbaren drei Türme der Konverter des neu errichteten Blasstahlwerks erweitert. 1964 wurde das Thomas-Stahlwerk stillgelegt. Es folgte im Jahr 1970 der Zusammenschluss mit der Salzgitter Hüttenwerk AG durch Aufnahme der Hüttenbetriebe in Salzgitter – einschließlich Hochofenwerk, Stahlwerk und Blechwalzwerken– in die Ilseder Hütte gegen Gewährung von Aktien. Die Salzgitter Hüttenwerk AG, Tochtergesellschaft der bundeseigenen damaligen Salzgitter AG, hatte die Hüttenanlagen 1953 von der Reichswerke AG für Erzbergbau und Eisenhütten erworben. Der neu gebildete Konzern wurde daraufhin in Stahlwerke Peine-Salzgitter umbenannt. 1975 wurde die neu errichtete Universalmittelträgerstraße in Betrieb genommen. Aufgrund der moderneren und größeren Anlagen wurde die Roheisenerzeugung 1983 von Ilsede nach Salzgitter verlegt. Nach 123 Jahren Betriebsdauer und 51 Millionen Tonnen produziertem Roheisen wurden die Hochöfen in Ilsede stillgelegt. Die Kokerei, das Kraftwerk und die Nebenanlagen blieben zur Produktion von Koks bis September 1995 für die Salzgitteraner Hochöfen weiter in Betrieb. 1989 kaufte die Preussag die bundeseigenen Aktienbestände an den Stahlwerken auf und firmierte sie 1992 in die Preussag Stahl AG um. Da das Stahlwerk Peine durch das immer weiter wachsende Peine mittlerweile inmitten der Kernstadt lag, wurden auch die Umweltschutzbestimmungen weiter verschärft. Da ein weiterer Betrieb aus diesen als auch aus finanziellen und logistischen Gesichtspunkten (Koks aus Ilsede wurde nach Salzgitter transportiert, um dort Roheisen für Peine zu erschmelzen) nicht möglich war, wurde 1996 der Elektroofen in Betrieb genommen. Dadurch wurden das Blasstahlwerk als auch die Kokerei mit ihren Anlagen überflüssig und stillgelegt.
1998 verkaufte die Preussag Stahl AG ihre Aktienanteile an das Land Niedersachsen und die Norddeutsche Landesbank. Dadurch konnte eine Übernahme durch den luxemburgischen Stahlkonzern Arbed (jetzt Arcelor Mittal) verhindert werden. Nach einer Neustrukturierung des Konzerns im Jahr 2001 in eigenständige Gesellschaften (Peiner Träger-, Salzgitter Flachstahl- und die Ilsenburger Grobblech GmbH, des Weiteren Mannesmann-Röhren und Hoesch-Spundwände) unter Führung durch die Salzgitter AG wurde der Bau einer zweiten Stranggussanlage und die Modernisierung der mittlerweile bis zu 40 Jahre alten Stromversorgung des Peiner Werks bewilligt und durchgeführt. Von den ehemaligen Walzstraßen und Öfen ist nach den aufwendigen Modernisierungen nichts mehr übrig.
Im Jahr 2006 entschloss sich der Mutterkonzern Salzgitter AG, für das Werk Peine ein Investitionsprogramm mit dem Namen Projekt 2010 in die Wege zu leiten. Dieses Konzept beinhaltet unter anderem den Bau eines zweiten Elektroofens und die Modernisierung der Universalmittelstraße.